# The Whole Truth
The Whole Truth (br: Versões de um Crime pt: Toda a Verdade) é um filme de drama e suspense estadunidense de 2016, dirigido por Courtney Hunt e escrito por Nicholas Kazan. O filme é estrelado por Keanu Reeves, Gabriel Basso, Gugu Mbatha-Raw, Renée Zellweger e Jim Belushi.
O filme foi lançado em 21 de outubro de 2016.

## Sinopse
O advogado de defesa Richard Ramsay trabalha no caso do alegado assassino Mike Lassiter, de 17 anos, de seu pai, o advogado Boone, um amigo profissional. Ramsay se sente pressionado para salvar Mike, mas o silêncio completo de Mike torna isso difícil. Ramsay emprega a jovem e talentosa advogada Janelle Brady, filha de outro amigo profissional, como sua sócia depois que ela deixa a carreira de advogada corporativa.
A primeira testemunha, uma comissária de bordo de um vôo charter, afirma ter testemunhado a tensão entre pai e filho em uma viagem de volta de Stanford. Em um flashback, Mike quer ir para o Reed College, mas Boone o força a frequentar a Universidade de Stanford. O policial que primeiro atendeu à ligação testemunhou que na cena do crime, Mike murmurou "Eu deveria ter feito isso há muito tempo", e ela e o detetive-chefe afirmam que as impressões digitais dele foram encontradas na arma do crime.
Os vizinhos dos Lassiters testemunham que Mike era muito próximo de Boone quando ele era jovem, mas foi ficando cada vez mais distante na adolescência e também relatam a atitude arrogante de Boone para com sua família e vizinhos. Flashbacks mostram os vários casos de Boone e seu comportamento autoritário e depreciativo em relação à esposa, Loretta, tanto em público quanto em privado. Loretta testemunhou que suportou abusos emocionais e físicos por anos, incluindo o dia de sua morte. Ela testemunhou que foi tomar banho depois da briga e quando voltou encontrou o cadáver dele. Em lágrimas, ela diz que Mike admitiu que foi ele. Ramsay fornece fotos de seu corpo machucado, tiradas um dia após a morte de Boone, como evidência de sua crueldade.
Mike finalmente decide falar e exige tomar posição sobre as objeções de Ramsay. Ele corrobora a versão de sua mãe e dos vizinhos sobre a arrogância e crueldade de seu pai, e de repente admite que matou seu pai, não para salvar sua mãe, mas para salvar a si mesmo, pois foi estuprado por seu pai desde os 12 anos de idade. Mike diz que o abuso recomeçou no voo de volta de Stanford, e ele matou Boone quando tentou novamente no dia de sua morte.
A promotoria chama a comissária de bordo, que primeiro insiste que nada aconteceu no vôo. Questionada por Janelle, a atendente admite ter encoberto seu caso extraconjugal com o co-piloto e, potencialmente, passar muito tempo na cabine para negar com confiança qualquer interação incomum entre pai e filho. Mais tarde, Janelle suspeita da história de Mike, encontra Loretta do lado de fora do tribunal e gradualmente deduz que Mike está protegendo Loretta. Ela confronta Ramsay, que diz que seu dever é salvar Mike, não descobrir a verdade. Ela sai com raiva, fazendo Ramsay se preocupar com a reação do júri à sua ausência, mas ela continua com o caso.
Apesar da falta de evidências adequadas do abuso de Boone, o júri absolve Mike. Enquanto espera por seus pertences em uma sala privada, Mike confronta Ramsay, dizendo que viu sua mãe remover secretamente o relógio de Ramsay ao lado do cadáver de seu pai. Mike diz que assumiu a culpa para salvar sua mãe, mas não protegerá Ramsay. Ramsay nega seu envolvimento e diz a ele que o caso não vai se manter e isso só prejudica a credibilidade de Mike.
Mike não acredita nele, mas relutantemente desiste por falta de evidências. Enquanto todos eles deixam o tribunal, Ramsay relembra os verdadeiros acontecimentos. Ele e Loretta estavam tendo um caso. Quando Boone suspeita da infidelidade de sua esposa, Ramsay o aconselha a se divorciar dela, mas Boone dá a entender que a mataria se ela o deixasse. Loretta e Ramsay conspiram para matá-lo e apresentar o caso como legítima defesa da parte de Loretta, mas Mike chega em casa mais cedo. Antes que eles possam arranjar as provas, ele confessa o crime.

## Elenco
- Keanu Reeves como Richard Ramsay, um advogado de defesa
- Renée Zellweger como Loretta Lassiter, a mãe de Mike
- Gugu Mbatha-Raw como Janelle Brady, uma jovem advogada
- Gabriel Basso como Mike Lassiter, um jovem de dezessete anos suspeito de assassinar seu pai
- Jim Belushi como Boone Lassiter, pai de Mike
- Jim Klock como Leblanc, o promotor
- Sean Bridgers como Arthur Westin
- Christopher Berry como Jack Lagrand
- Dana Gourrier como funcionária do tribunal

## Produção
Daniel Craig foi originalmente escalado para estrelar desde janeiro de 2014. Em abril, apenas alguns dias antes do início das filmagens, ele abandonou o projeto por razões desconhecidas. Craig foi substituído por Keanu Reeves em junho.
Em 10 de julho de 2014, Jim Belushi se juntou ao elenco do filme para interpretar o pai de Mike, e Renée Zellweger interpretaria sua mãe. Em 12 de agosto, Jim Klock se juntou ao elenco para interpretar o promotor, que tem um caso supostamente sólido contra o adolescente.

### Filmagens
A fotografia principal do filme começou em 7 de julho de 2014, em Nova Orleans, Louisiana. Anteriormente, as filmagens estavam programadas para acontecer em Boston. As filmagens começaram em 7 de julho de 2014 na Paróquia de St. Bernard, Louisiana.

## Recepção
No Rotten Tomatoes, o filme tem uma taxa de aprovação de 33%, com base em 27 críticas. No Metacritic, o filme tem uma pontuação média ponderada de 46/100, com base em avaliações de 15 críticos, indicando "críticas mistas ou médias".